# Uri Poliavich
Uri Poliavich (nacido en 1981, Ucrania) es un empresario, filántropo y fundador de Soft2Bet. Poliavich ha contribuido a la educación judía en todo el mundo, financiando tanto escuelas diurnas como programas extracurriculares para niños y familias judías.

## Biografía
Poliavich nació en 1981. A los 14 años, su familia se trasladó a Israel, donde terminó la educación secundaria y cumplió el servicio militar obligatorio de tres años.
Entre 2005 y 2009, obtuvo la Licenciatura en Derecho (LLB) en Estudios Jurídicos por la Universidad Bar-Ilan. Poliavich comenzó su carrera como abogado, trabajando principalmente en los ámbitos comercial e inmobiliario.

### Carrera profesional
Entre 2007 y 2010, Poliavich trabajó como pasante legal en HBW Law, especializándose en contratos de M&A (fusiones y adquisiciones) para operaciones comerciales e inmobiliarias internacionales. Entre 2010 y 2012, se desempeñó como vicepresidente de Desarrollo de Negocios en WK Group, gestionando diversas operaciones comerciales del grupo en Asia Central y colaborando con importantes proveedores de iGaming, como Microgaming, BetConstruct y Playtech. En 2012, Poliavich se trasladó con su familia a Moldavia y, al mismo tiempo, ocupaba un puesto en Playtech como Consultor para Mercados Emergentes, desarrollando oportunidades de negocio y ampliando la presencia de Playtech en Asia Central y Europa del Este. También fue director de operaciones en IMS Limited, supervisando las operaciones de iGaming, atención al cliente, finanzas y marketing hasta agosto de 2016.
En 2016, Poliavich fundó Soft2Bet, que comenzó como una startup y ha crecido hasta convertirse en un proveedor global de iGaming, alcanzando varios hitos clave:
- Obtuvo 196 licencias globales y lanzó múltiples marcas de juegos.[1] [8]
- Lideró el desarrollo de la Aplicación de Juegos de Ingeniería Motivacional (MEGA por sus siglas en inglés), una plataforma basada en la gamificación diseñada para mejorar el engagement del jugador y aumentar los ingresos.[9]
- La plataforma MEGA fue reconocida como “Lanzamiento de Producto del Año” en los Global Gaming Awards 2025, en la región EMEA[2]

En 2024, Poliavich amplió las operaciones de Sof2Bet en Malta, inaugurando oficialmente una nueva oficina local.
Poliavich amplió las operaciones del Grupo al mercado norteamericano al obtener una licencia de iGaming emitida por la AGCO (Comisión de Alcohol y Juegos de Ontario).
En 2024, Poliavich lanzó Soft2Bet Invest, un fondo de inversión de 52 millones de dólares destinado a apoyar a empresas emergentes y emprendedores del sector del juego. Esta iniciativa fue reconocida con el premio “Contribución Sobresaliente en el sector de Juegos de Azar” en los SIGMA Awards, en septiembre de 2024.
En septiembre de 2024, fue reconocido como "Líder del Año" en los SBC Awards y como Ejecutivo del Año por los Global Gaming Awards EMEA.

## Filantropía
Tras mudarse a Israel y graduarse en la facultad de derecho de la Universidad Bar-Ilan, Poliavich contribuyó a la educación judía en todo el mundo, financiando tanto escuelas diurnas como programas extracurriculares para niños y familias judías.
En 2020, él y su esposa, Yael, fundaron Yael Foundation. Hasta 2025, la fundación opera en 37 países y apoya a más de 13,500 niños judíos a través de programas educativos, campamentos de verano y otras iniciativas.
En 2024, Poliavich fue nombrado entre los 50 judíos más influyentes del mundo.
Poliavich colabora con otros líderes judíos a nivel mundial, como Ronald Lauder, para apoyar la educación judía.
Yael Foundation contribuye a mantener seguras y protegidas a las comunidades judías, y especialmente a las escuelas, frente al antisemitismo.